# Dimitris Siovas
Dimitris Siovas (griechisch Δημήτρης Σιόβας, * 16. September 1988 in Drama) ist ein griechischer Fußballspieler, der derzeit beim niederländischen Verein Fortuna Sittard unter Vertrag steht. Er spielt im defensiven Mittelfeld und kann auch in der Innenverteidigung eingesetzt werden.

## Karriere

### Verein
Seine Karriere begann Siovas als Junior beim AO Xanthi. 2008 sicherte sich der Erstligist Panionios Athen die Rechte am jungen Defensivspieler. Am 3. Januar 2009 debütierte Siovas im Erstligaspiel gegen den AO Xanthi. In der Rückrunde der Saison 2008/09 wurde Siovas an den Zweitligisten Ionikos Nikea ausgeliehen. Er kehrte im Sommer 2009 zurück und avancierte schon bald zum Stammspieler.
Olympiakos Piräus konnte den Nationalspieler im Sommer 2012 unter Vertrag nehmen.
Nach vier Jahren und 2 Toren in 68 Spielen bei den Griechen verschlug es ihn nach Spanien in die Primera División zum CD Leganés. Dort kam er auf drei Tore in 92 Spielen. Zur Saison 2020/21 schloss er sich der SD Huesca an. Es folgte 2022 der Wechsel zu Fortuna Sittard.

### Nationalmannschaft
Im Jahr 2007 debütierte Dimitris Siovas als Nationalspieler für die griechische U-19-Nationalmannschaft. Aufgrund seiner guten Leistungen bei Panionios Athen berief der griechische Nationaltrainer Fernando Santos den Spieler im August 2012 in die A-Nationalmannschaft. Siovas lief am 15. August 2012 im Freundschaftsspiel gegen Norwegen erstmals als A-Nationalspieler auf.

## Erfolge

### Verein
- Griechischer Meister: 2012/13, 2013/14, 2014/15, 2015/16
- Griechischer Pokalsieger: 2012/13, 2014/15